# Palais des congrès de Lorient
Le Palais des congrès de Lorient est une structure qui accueille de multiples formats de rencontres professionnelles et évènementielles, situé dans le centre-ville de Lorient, en France. Il est inauguré en 1968, et est l’œuvre de l'architecte Maurice Ouvré.
Propriété de la municipalité lorientaise, il est géré par la société d'économie mixte Segepex, qui y organise environ 200 évènements par an.

## Historique

### La première salle des fêtes de Lorient

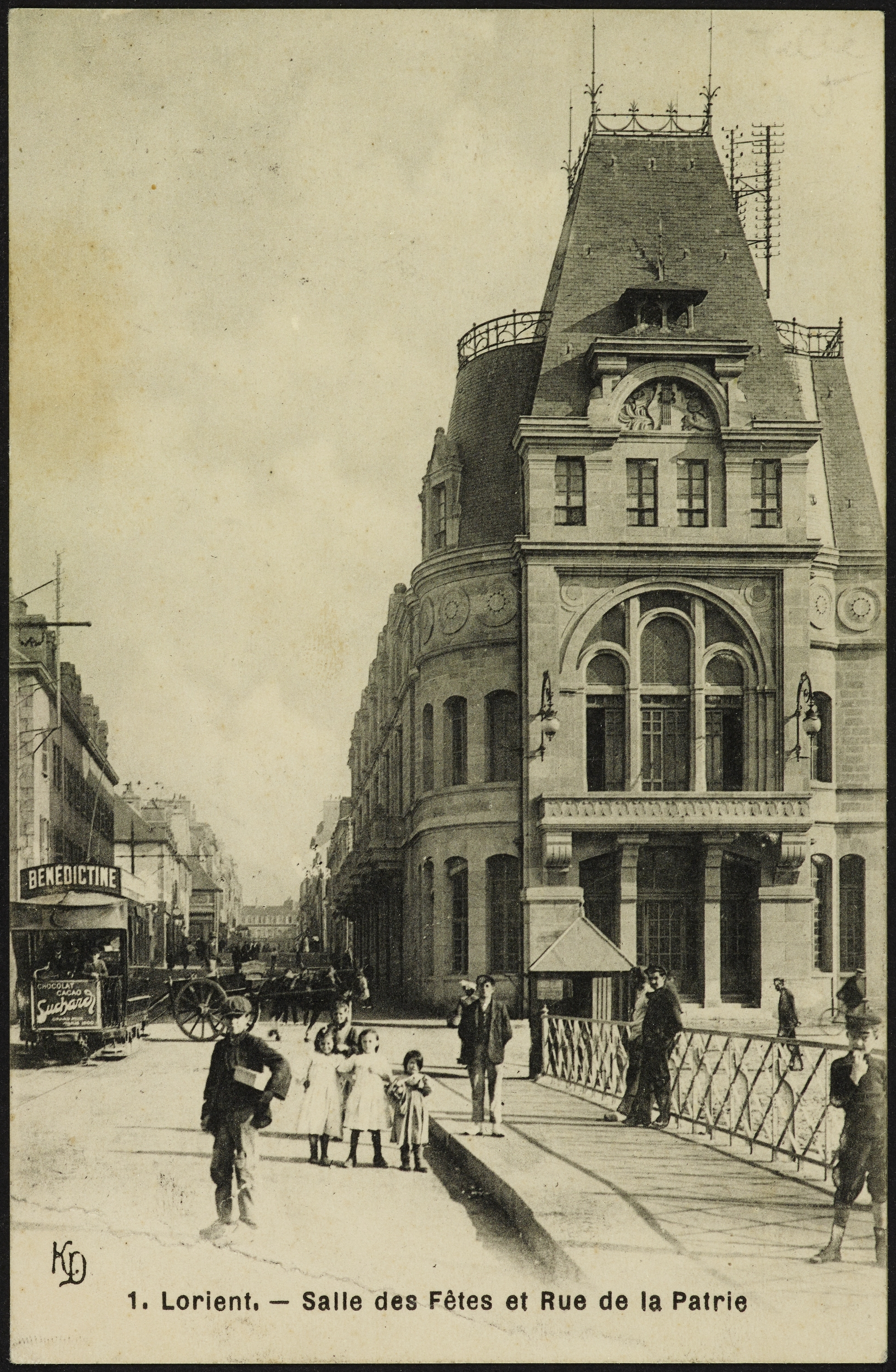
La salle des fêtes avant-guerre.

La municipalité de Lorient décide en 1892 la création d'un ensemble de bâtiments devant réunir dans le même îlot urbain une école primaire, une école primaire supérieure, ainsi qu'une salle des fêtes. Ceux-ci doivent prendre la place d'un ancien abattoir. Le projet de l'architecte Calinaud est retenu, et la construction s'étale jusqu'à l'inauguration officielle qui a lieu le 1er octobre 1905. Le bâtiment utilise alors des techniques de construction novatrices pour l'époque, comme celle du béton armé. Les salles de classe occupent alors les étages inférieurs, et le bâtiment dispose d'une vaste cour intérieure.
La ville, siège d'une importante base de sous-marin allemands, est en grande partie détruite lors de raids aériens en février 1943, mais la salle des fêtes est en grande partie épargnée. La municipalité s'y installe à partir de la libération, et jusqu'au 30 juin 1960, alors que l'aile gauche retrouve sa destination initiale de salle des fêtes et de réunions. Le bâtiment a cependant mal vieilli, et la municipalité vote le 14 avril 1956 des crédits pour sa réfection. Le 9 juin de la même année, face à l'état de vétusté constaté, la municipalité réduit l'importance des travaux à un simple entretien d'urgence, tout en commençant à étudier son remplacement.

### Le nouveau palais des congrès
Dans le cadre du comblement du bassin à flot, la municipalité dirigée par Jean Le Coutaller décide le 7 septembre 1957 d'implanter le nouveau palais des congrès dans un nouvel espace gagné sur l'ancien port, et jouxtant le parc Jules-Ferry. Le bâtiment projeté alors doit héberger en plus de la nouvelle salle des fêtes, un théâtre, une école de musique, un aquarium, et des laboratoires de l'institut national des pêches. Les grandes lignes du programme sont votées par la municipalité de Louis Glotin le 24 septembre 1960. L'architecte Ouvre est chargé sur projet par la ville le 27 mai 1961, et le projet définitif est ratifié le 4 mai 1963. La « salle des fêtes », devenue entretemps « palais des Congrès », est inaugurée officiellement le 7 septembre 1968.
La démolition de l'ancienne salle des fêtes est elle décidée le 6 mars 1969.
Les coûts d'entretien du bâtiment sont à partir des années 2000 la cible des critiques de l'opposition municipale, qui propose régulièrement la destruction du bâtiment pour en reconstruire un nouveau, plus fonctionnel.

## Fonctionnement
Le palais des congrès est géré par une société d'économie mixte, la Segepex, qui administre aussi le parc des expositions de la Lanester. Le bâtiment est la propriété de la municipalité de Lorient.
Environ 200 évènements sont organisés par an. Ceux-ci sont à 70 % des évènements professionnels. Des concerts, notamment pendant le festival interceltique de Lorient, des spectacles, ou des foires utilisent aussi cet équipement.

## Architecture
Le bâtiment dispose d'un auditorium de 780 places, de neuf salles de réunion de 30 à 150 m2, ainsi qu'une salle d'exposition de 1 000 m2.

## Sources
1. 1 2 3  « La salle des fêtes »,  Archives de la Ville de Lorient, consulté sur patrimoine.lorient.bzh le 21 juillet 2020
2. ↑  « Le Palais des congrès »,  Archives de la Ville de Lorient, consulté sur patrimoine.lorient.bzh le 21 juillet 2020
3. ↑  « Le palais des congrès divise le conseil », dans Ouest-France, le 15 avril 2008, consulté sur lorient.maville.com le 21 juillet 2020
4. ↑  « Parc des expos et Palais des congrès. L’événementiel monte en puissance », dans Le Télégramme, le 28 septembre 2018, consulté sur www.letelegramme.fr le 21 juillet 2020
5. 1 2  Gildas Jaffré, « 200 manifestations par an au palais des congrès », dans Ouest-France, le 25 février 2012, consulté sur lorient.maville.com le 22 juillet 2020
6. ↑  Lorient Bretagne Sud Expo-Congrès, Lorient Agglomération, consulté sur www.lorient-agglo.bzh le 22 juillet 2020